# بخش اوانش

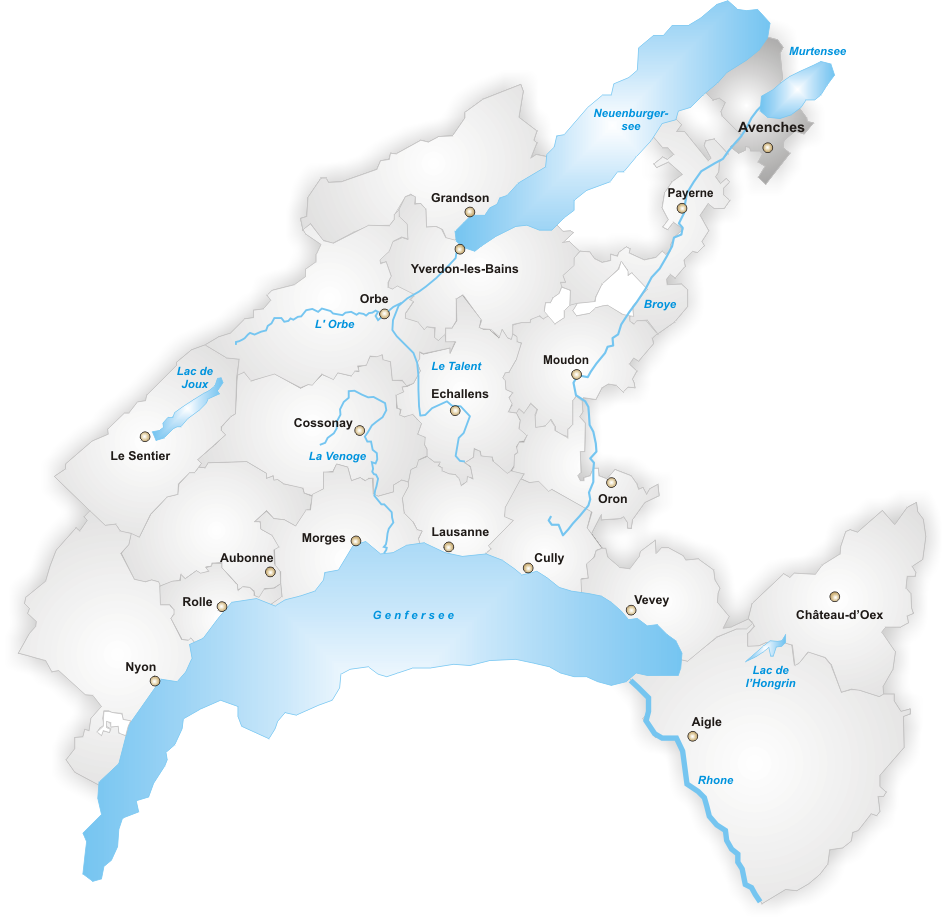
نمایی از بخش اوانش یکی از بخشهای کانتون وو - ۲۰۰۷

بخش اوانش یکی از بخشهای کانتون وو  در کشور سوئیس است.